# Piz Linard (Lantsch/Lenz)
Der Piz Linard ⓘ (zurückzuführen auf ‹Leonhard›) ist ein Berg nördlich von Tiefencastel und südöstlich von Lenzerheide im Kanton Graubünden in der Schweiz mit einer Höhe von 2767 m ü. M. Die vom Gipfel abfallenden kahlen Geröllhalden sind von der Julierpassstrasse über Tiefencastel sehr gut sichtbar.

## Lage und Umgebung
Der Piz Linard gehört zur Kette Lenzer Horn–Erzhorn, einer Untergruppe der Plessuralpen. Über den Gipfel verläuft die Gemeindegrenze zwischen Albula/Alvra und Lantsch/Lenz. Der Piz Linard wird im Südosten durch das Albulatal und im Westen durch das Tal der Lenzerheide eingefasst. Am Südfuss des Piz Linard treffen die zwei Täler ausserdem noch auf das im Süden befindliche Oberhalbstein und das im Westen befindliche Schin.
Zu den Nachbargipfeln gehören das Lenzer Horn im Norden, der Piz Mosch im Nordosten und der Piz Mulain im Osten.
Der am weitesten entfernte sichtbare Punkt (46° 28′ 0,7″ N, 7° 59′ 29,5″ O) vom Piz Linard befindet sich 255 m nordwestlich des Aletschhorns im Kanton Wallis und ist 125,3 km entfernt.
Talorte sind Brienz/Brinzauls und Lantsch/Lenz.
Die Südseite des Piz Linard war und ist zum Teil noch heute von etwa 2500 m ü. M. an bis zur Talsohle in Bewegung. Das auf einer Terrasse des Berges befindliche Dorf Brienz/Brinzauls droht zum einen mitsamt der Bergflanke in das Albulatal abzurutschen und zum anderen von einer Hangrutschung oberhalb des Dorfes zerstört zu werden.

## Routen zum Gipfel

### Über die Ostseite
- Ausgangspunkt: Brienz/Brinzauls (1142 m)
- Via: Pigni (1430 m), Hetta da las Nuorsas (1982 m), Culmatsch (2506 m)
- Schwierigkeit: EB / T3
- Zeitaufwand: 4 Stunden

### Über den Südgrat
- Ausgangspunkt: Lantsch/Lenz (1328 m)
- Via: Zurtail, Propissi (1817 m) und Schautschen (1863 m)
- Schwierigkeit: EB / T3
- Zeitaufwand: 3 ¾ Stunden

### Über den Nordgrat
- Ausgangspunkt: Lenzer Horn (2905 m)
- Schwierigkeit: BG
- Zeitaufwand: 1 ½ Stunden
- Bemerkung: Routen zum Lenzer Horn, siehe im Artikel Lenzer Horn

## Galerie

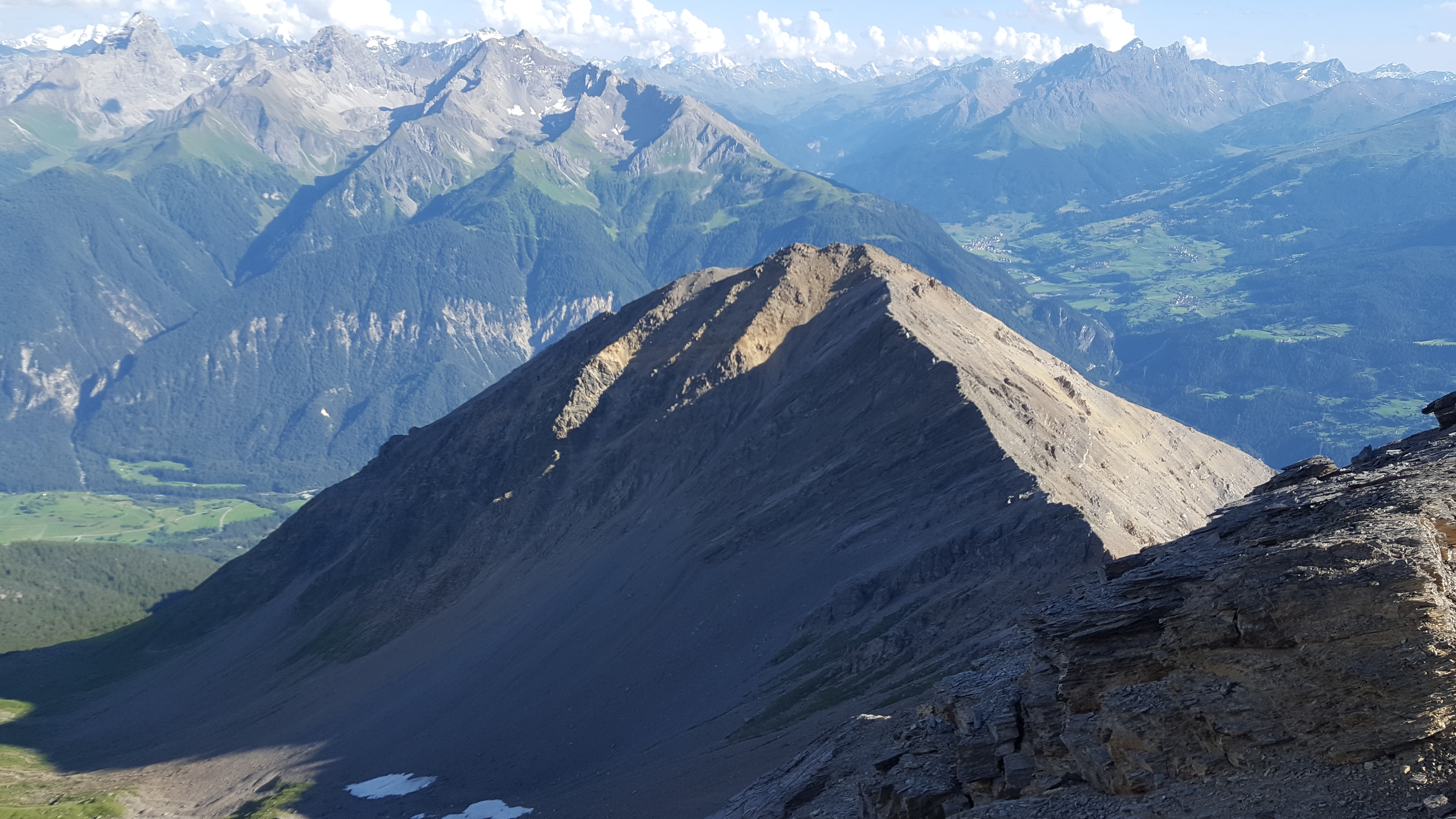
Der Piz Linard, aufgenommen vom Lenzer Horn
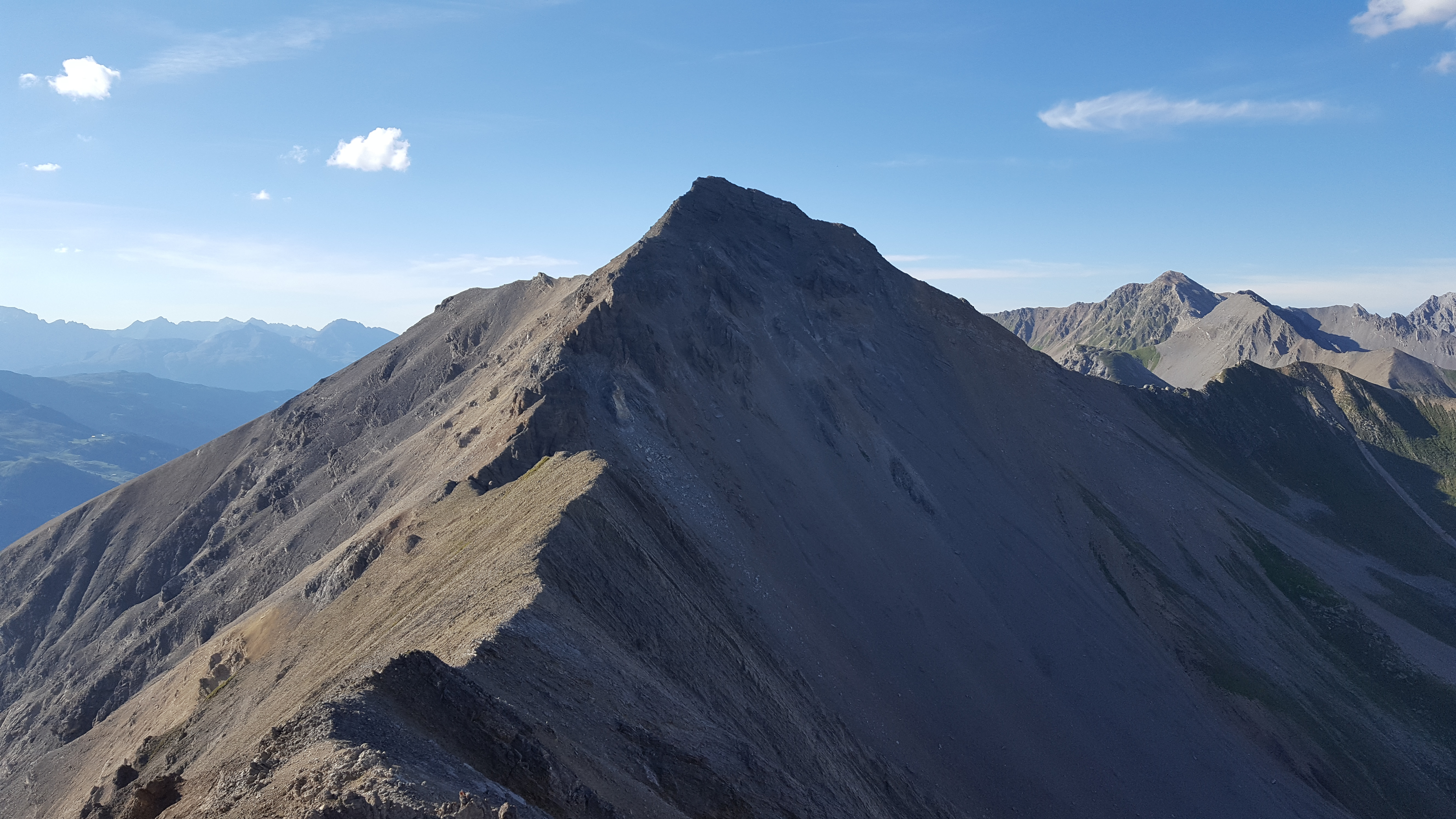
Blick nach Norden zum Lenzer Horn
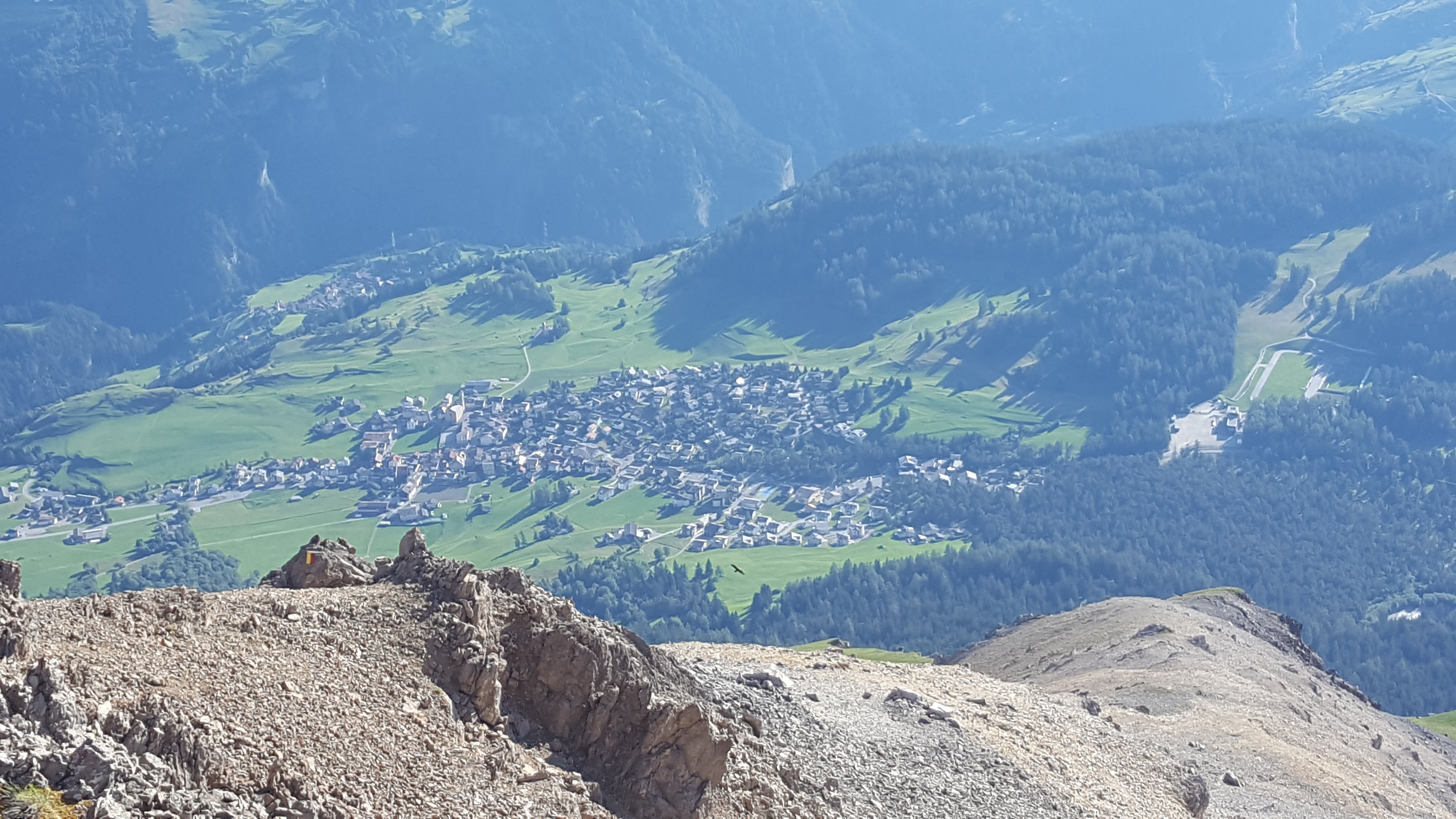
Blick hinunter nach Lantsch/Lenz
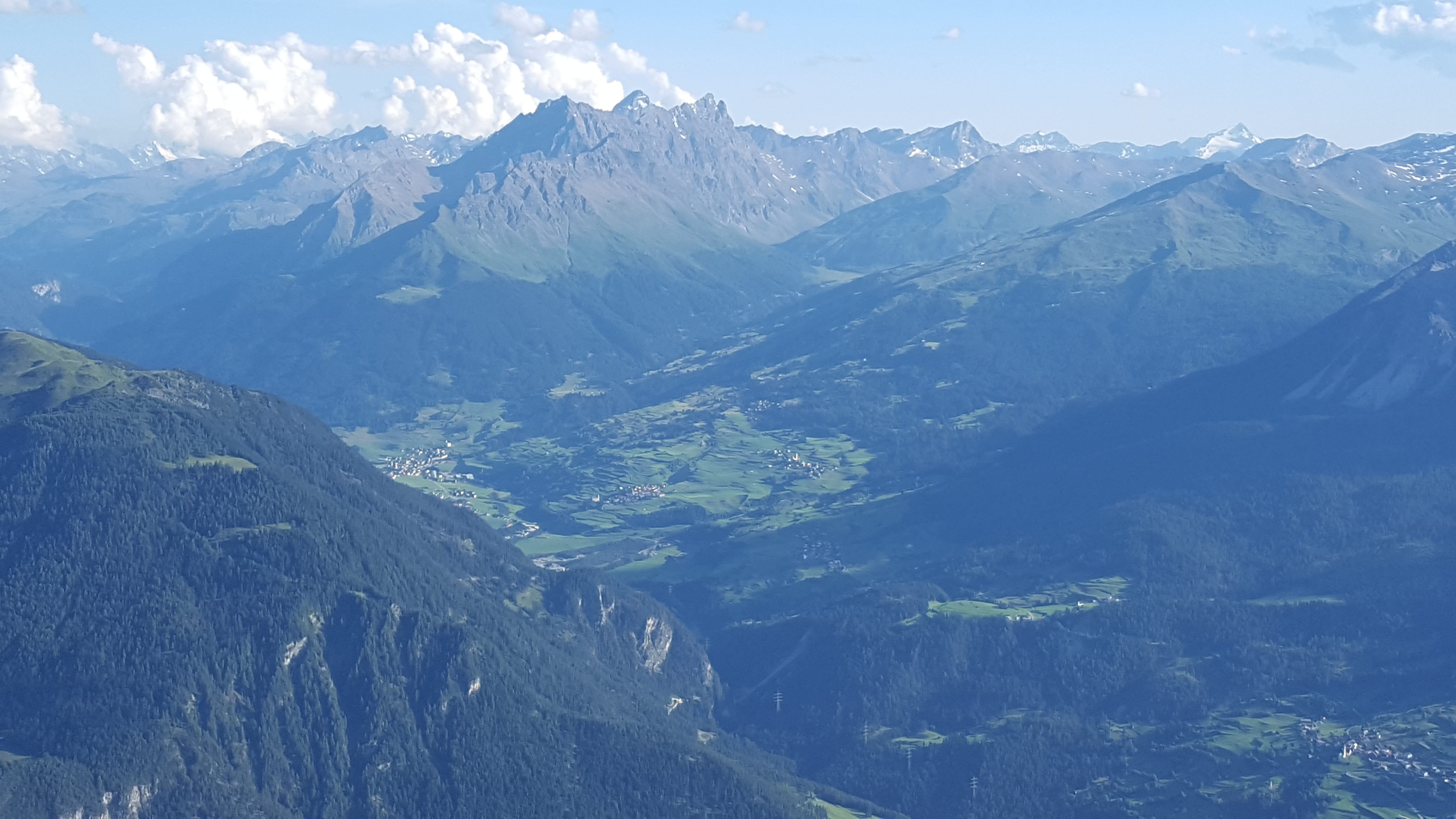
Blick nach Süden ins Oberhalbstein mit Cunter, Savognin, Salouf, Riom und Parsonz